# مراقب معدل ضربات القلب

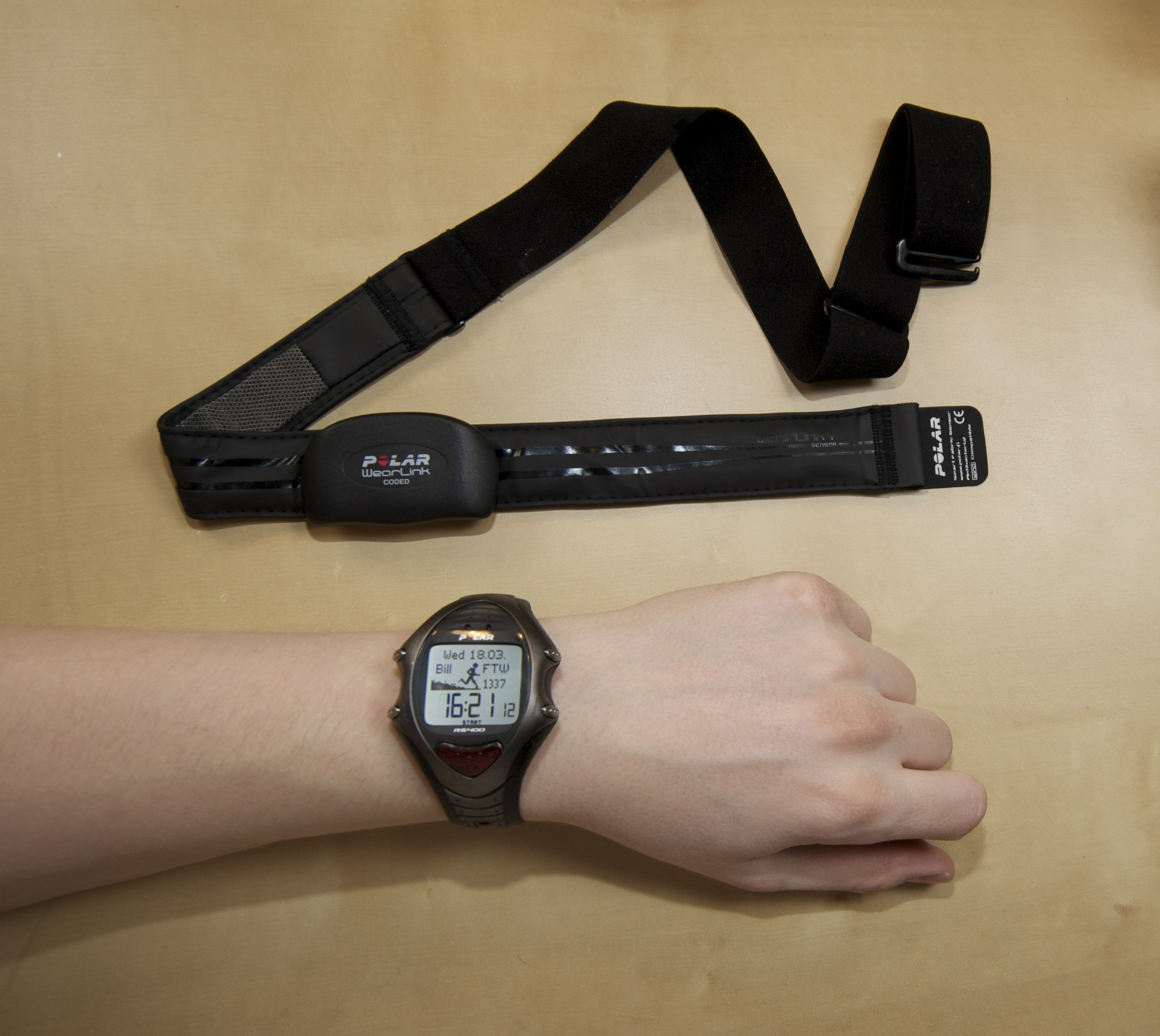
صورة لجهاز مراقبة ضربات القلب يظهر فيه الحامل و الساعة

مراقب معدل ضربات القلب (بالإنجليزية: heart rate monitor)‏ هو جهاز مراقبة شخصي يسمح للشخص بقياس معدل ضربات قلبه في الوقت الفعلي أو لتسجيل المعدل لدراسته لاحقاً. ويستخدمه بكثره مؤدو التمارين رياضية.

## التاريخ
أولى النماذج احتوت على صندوق قياس مع مجموعة من أسلاك الأقطاب الكهربائية والتي توصل بالصدر. أول جهاز تخطيط قلبي لاسلكي أخترع عام 1977 بواسطة سيبو سايناياكانجاز مؤسس بولار إلكترو كأداة مساعدة للمنتخب الوطني الفلندي للتزلج.

## التركيبة
اجهزة مراقبة معدل ضربات القلب الحديثة تتألف من عنصرين: جهاز إرسال مربوط على الصدر ومتلقي على اليد (عادةً ساعة يد أو هاتف). وحدات أخرى تستخدم النسيج الذكي ذو الموصلية وهو مدمج بمعالجات صغيرة الحجم تقوم بتحليل اشارات كهربائية القلب لتحديد معدل الضربات. الأجهزة الأكثر حداثة تستخدم وحدات بصرية لقياس معدل ضربات القلب باستخدام الأشعة تحت الحمراء.
يحدث ذلك عندما يتم إنتاج أشعة تحت الحمراء بمصباح داخلي، وبعد أن يمتص الدم الأشعة تحت الحمراء يقوم حساس بقياس حجم الإسوداد الذي عملته الأشعة تحت الحمراء، فيكون غامقاً بشكل كبير بسبب أن النبض يتسبب في زيادة مؤقتة في كمية الدم التي تنتقل للمنطقة المعينة فتحسب على أنها نبضه